# Lábio externo (gastrópode)

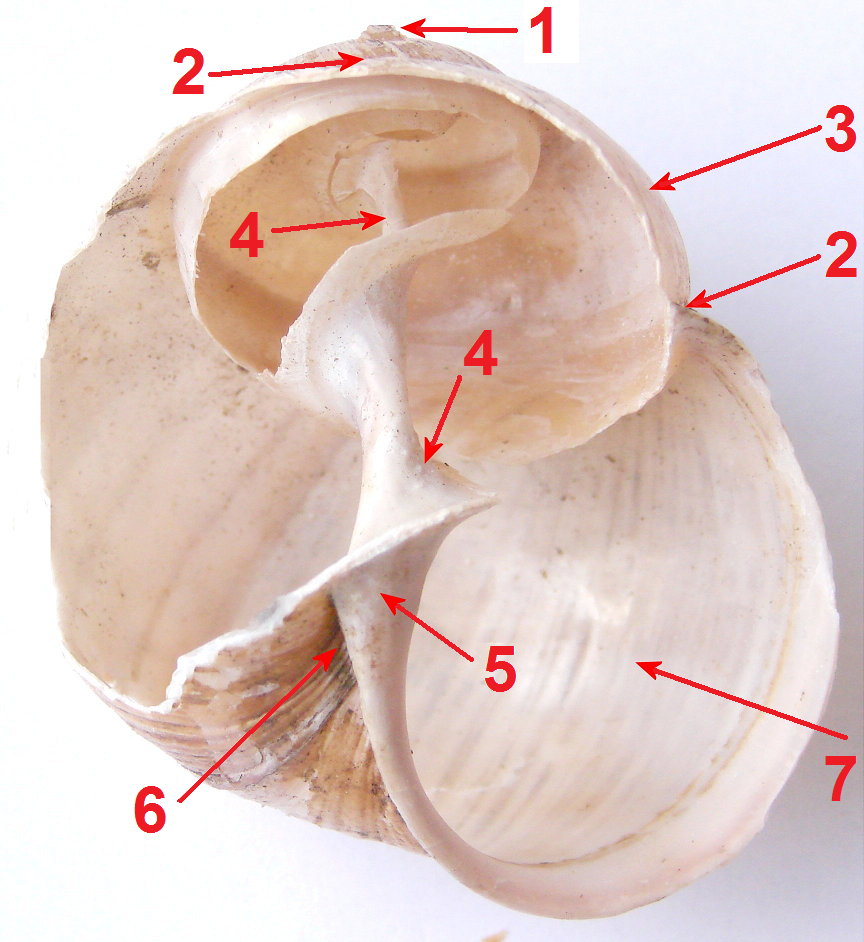
Nesta concha quebrada, o lábio externo é a borda da abertura da concha, indicada na região do número 7 e transpassada pela seta. O número 5 mostra onde a columela fica visível, também chamado de lábio interno, na abertura de uma concha inteira.

Nas conchas dos moluscos gastrópodes o lábio externo é a borda da abertura da concha, podendo esta ser engrossada, expandida, ou fina. Opõe-se ao lábio interno, formado pela columela. Em alguns Caenogastropoda o lábio externo pode se estender e formar um canal sifonal.

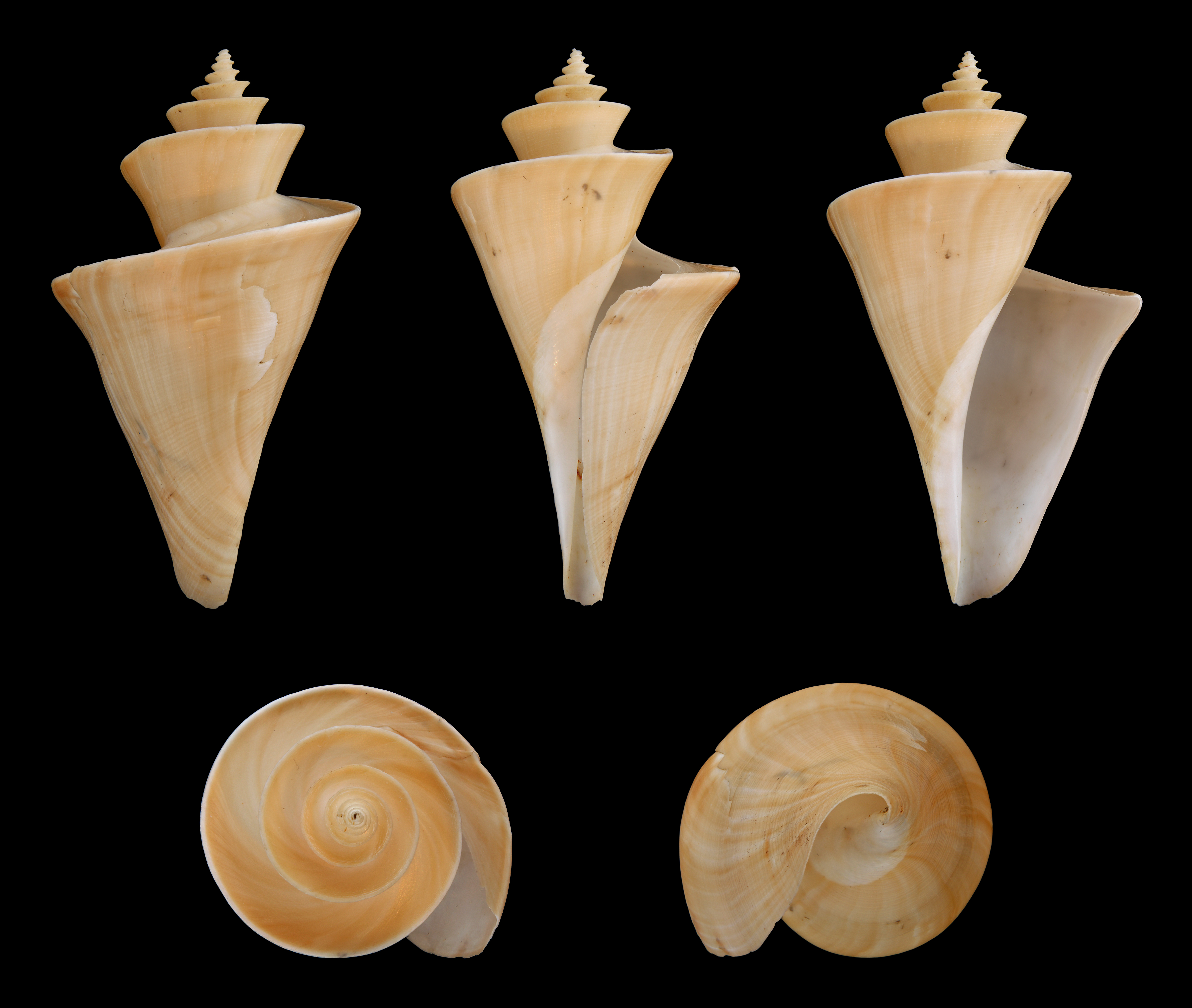
A espécie marinha Thatcheria mirabilis possui o lábio externo fino, ou delgado. Uma característica comum em espécies terrestres.
Em Cypraea tigris, o lábio externo se apresenta engrossado e denteado em sua área interna.
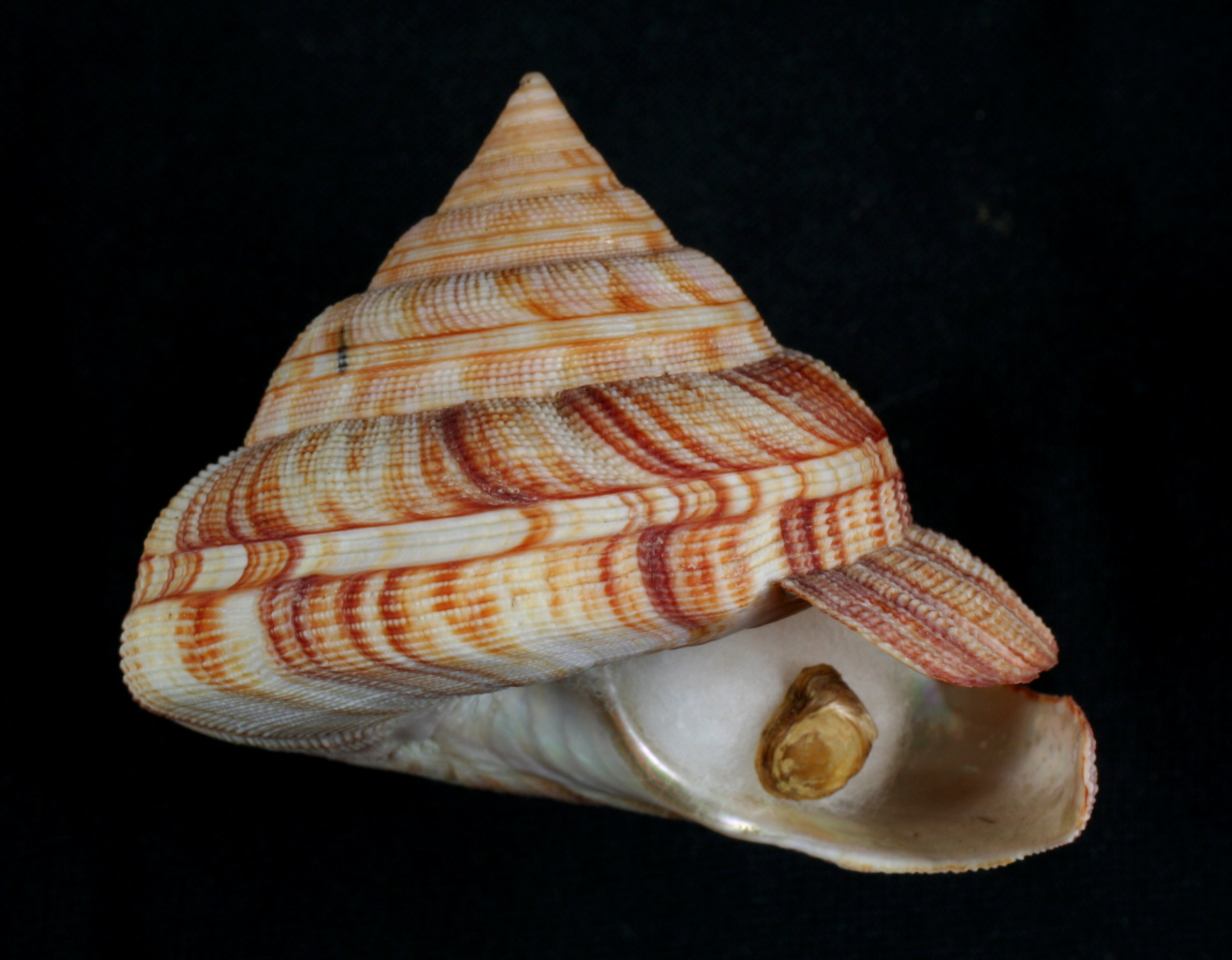
Em Pleurotomariidae, como neste Perotrochus atlanticus, e nos Scissurelloidea, o lábio externo possui uma fenda, atravessando-lhe a borda.
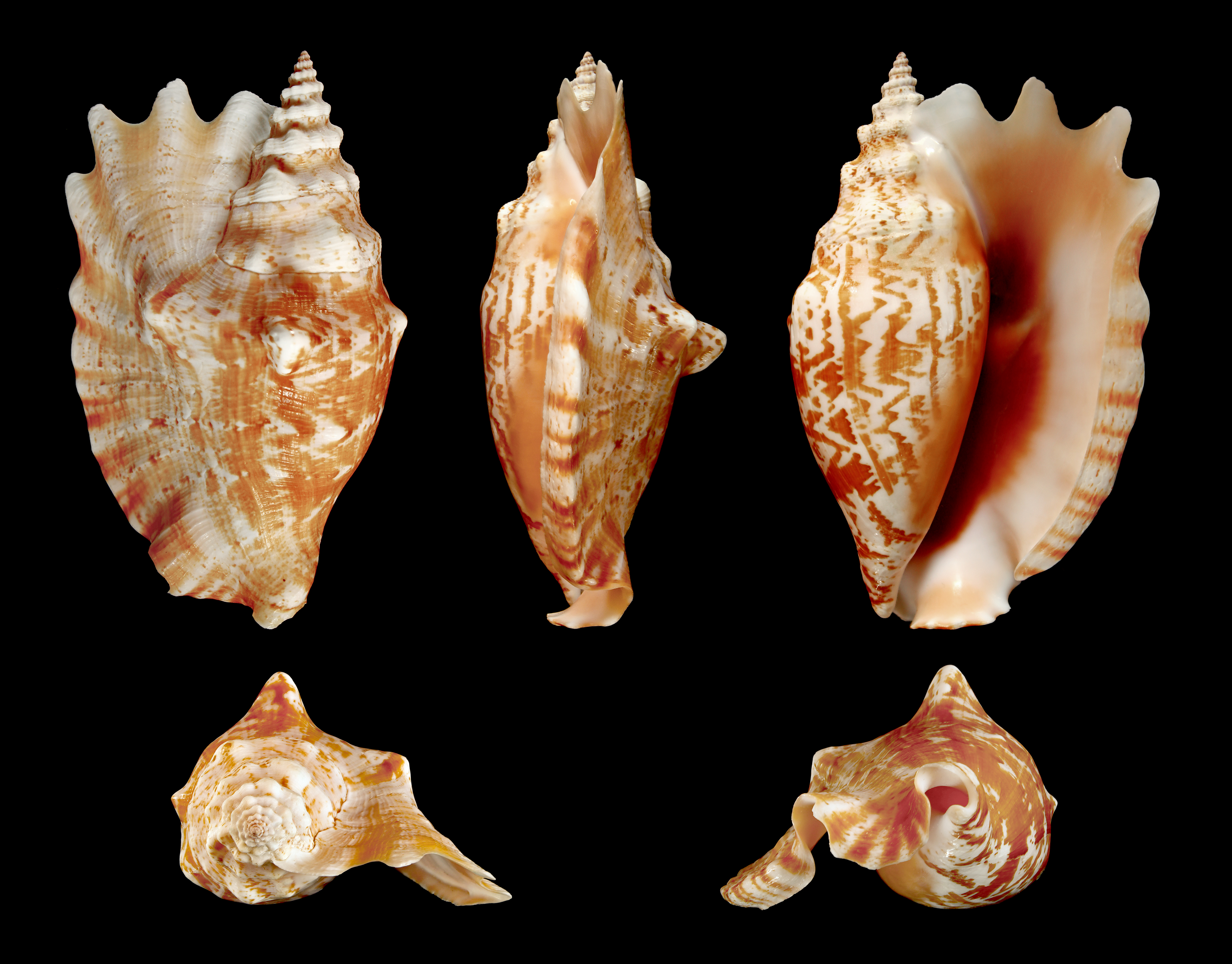
Em Sinustrombus sinuatus, e em muitos Strombidae, o lábio externo é expandido e engrossado, neste caso formando sinuosidades.
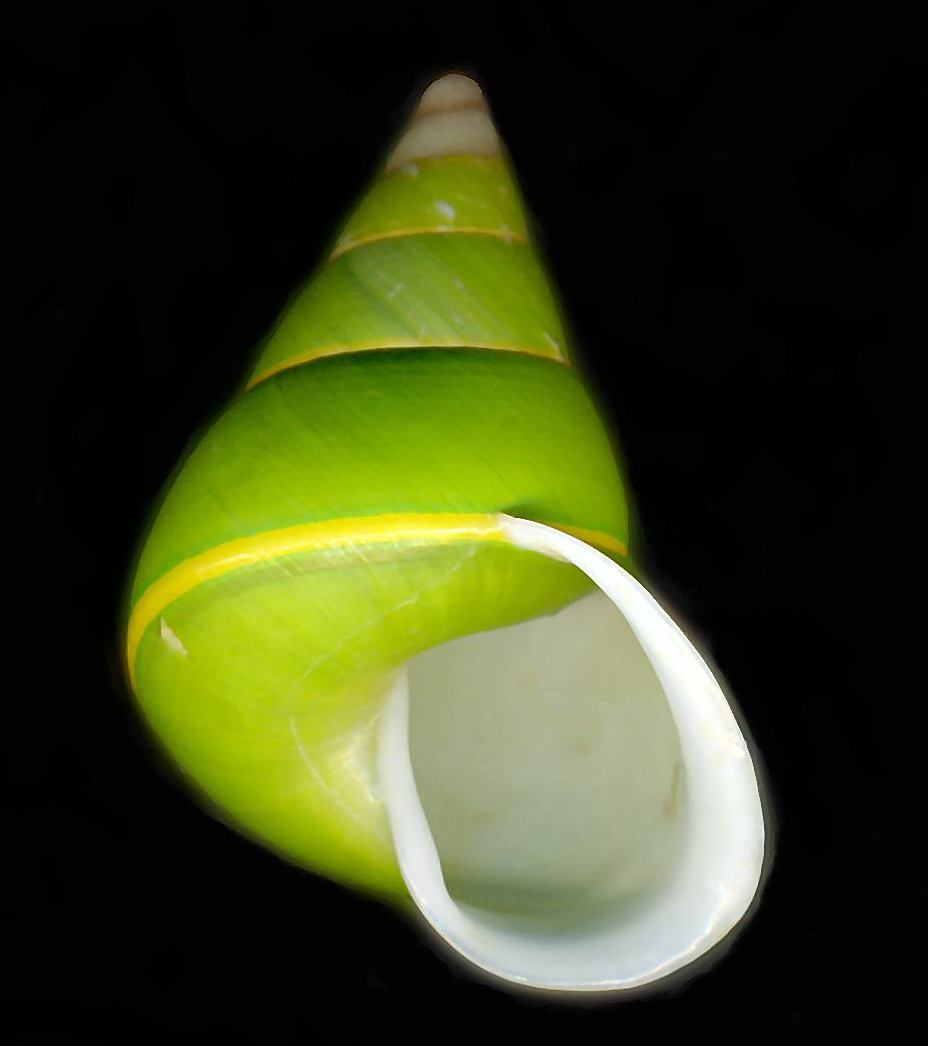
Caracol verde da Ilha Manus, Papustyla pulcherrima. O lábio externo é levemente expandido e de coloração branca.